# Kim Jang-mi
Kim Jang-mi (Hangul (김장미?); Incheon, 25 settembre 1992) è una tiratrice a segno sudcoreana, vincitrice di una medaglia d'oro ai Giochi olimpici di Londra 2012.

## Palmarès

### Giochi olimpici
- 1 medaglia:
  - 1 oro (pistola 25 metri a Londra 2012).

### Giochi olimpici giovanili
- 1 medaglia:
  - 1 oro (pistola 10 metri aria compressa a Singapore 2010).

### Campionati asiatici
- 1 medaglia:
  - 1 oro (pistola 10 metri aria compressa a Doha 2012).

### Campionati asiatici giovanili
- 1 medaglia:
  - 1 bronzo (pistola 10 metri aria compressa a Doha 2009).